# Thỏ đuôi bông núi Appalachian
Sylvilagus obscurus là một loài động vật có vú trong họ Leporidae, bộ Thỏ. Loài này được Chapman et al. miêu tả năm 1992.
Đây là một loài quý hiếm được tìm thấy ở vùng cao của miền đông Hoa Kỳ. Loài này chỉ được công nhận là tách biệt với thỏ long búi New England (Sylvilagus transitableis) vào năm 1992. Người ta biết rất ít về thói quen sinh sản của loài thỏ này, nhưng phần lớn có thể dựa trên kiến thức về chi Sylvilagus và thói quen sinh sản của hầu hết các loài thỏ. Thông thường, chúng không hoạt động trong thời gian giữa mùa Đông, nhưng khi đêm rút ngắn và ngày kéo dài, hoạt động tình dục phát triển mạnh mẽ giữa các loài trong chi Sylvilagus; Lý do cho điều này là chiều dài ngày có tương quan trực tiếp với sự kích thích của FSH trong máu con cái, sau đó kích thích các nang trứng phát triển trứng. 

## Hình ảnh

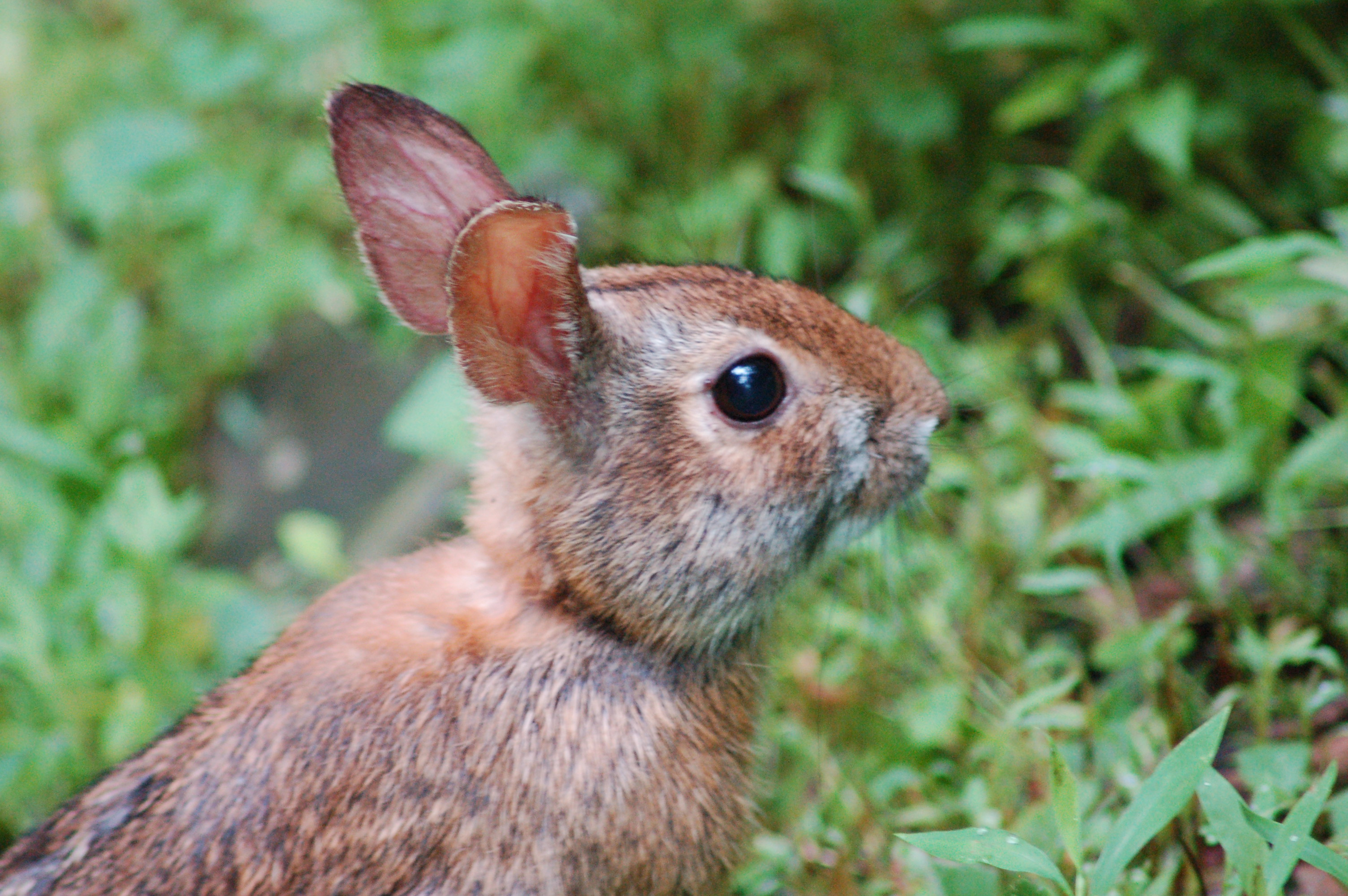
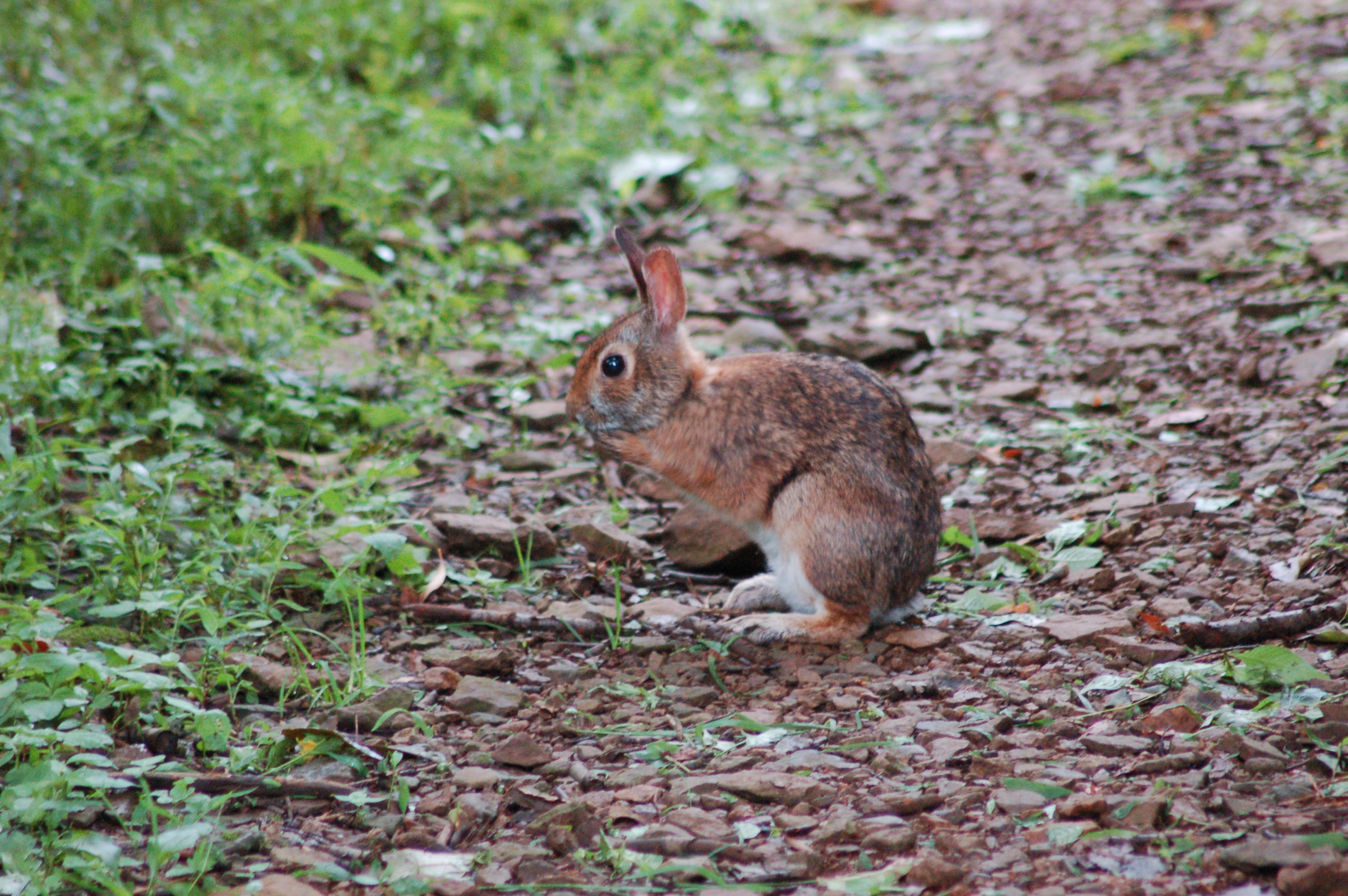